# المسافر والطريق
المسافر والطريق فيلم جزائر أنجز عام 1985م من إخراج رابح بوراس.

## الممثلين
- حسن الحسني
- فتيحة بربار
- الشاب حميدو